# 列斯諾耶湖 (卡姆斯科耶烏斯季耶區)
55°13′1.8″N 48°59′32.04″E / 55.217167°N 48.9922333°E
列斯諾耶湖（俄语：Лесное），是俄羅斯的湖泊，位於該國西部韃靼斯坦共和國，由卡姆斯科耶烏斯季耶區負責管轄，長0.08公里、寬0.06公里，平均水深1米。